# Mateus Leme (ort)
Mateus Leme är en ort i Brasilien.   Den ligger i kommunen Mateus Leme och delstaten Minas Gerais, i den sydöstra delen av landet, 600 km sydost om huvudstaden Brasília. Mateus Leme ligger 790 meter över havet och antalet invånare är 24 890.
Terrängen runt Mateus Leme är kuperad västerut, men österut är den platt. Runt Mateus Leme är det tätbefolkat, med 257 invånare per kvadratkilometer.. Närmaste större samhälle är Itaúna, 18,4 km sydväst om Mateus Leme.
I omgivningarna runt Mateus Leme växer huvudsakligen savannskog.